# Campagne adriatique de la Seconde guerre mondiale
Campagnes d'Afrique, du Moyen-Orient et de Méditerranée (1940-1945)
Batailles
- Détroit d'Otrante
- Île d'Ist
- Île de Pag

1940
- Vado
- Siège de Malte
- Club Run
- Convoi Espero
- Mers el-Kébir
- Punta Stilo
- Cap Spada
- Hurry
- Cap Passero
- MB.8
- Tarente
- Détroit d'Otrante
- White
- Cap Teulada

1941
- Excess
- Convoi AN 14
- Grog
- Abstention
- Baie de La Sude
- Cap Matapan
- Îles Kerkennah
- Crète
- Galite
- Substance
- Halberd
- Convoi Duisburg
- Cap Bon
- Syrte (1941)
- Rade d'Alexandrie

1942
- Syrte (1942)
- Calendar
- Bowery
- Albumen
- Harpoon
- Vigorous
- Pedestal
- Agreement
- Torch
- Stoneage
- Sabordage de la flotte française à Toulon
- Portcullis
- Banc de Skerki
- Olterra (navire auxiliaire)
- Raid sur Alger

1943
- Zouara
- Convoi de Cigno
- Convoi de Campobasso
- Corkscrew
- Husky
- Gela
- Scylla
- Pietracorbara
- Dodécanèse
  - Rhodes
  - Leros
  - Kos
- Convoi KMF-25A

1944
- Ist
- Raid sur Santorin
- Raid sur Symi
- Port-Cros
- La Ciotat
- Île de Pag

1945
Mer Ligure
- Convois alliés
  - convois de Malte
- Campagne des U-boote
- Campagne adriatique

La campagne adriatique de la Seconde Guerre mondiale était une campagne navale mineure menée pendant la Seconde Guerre mondiale entre les marines grecque, yougoslave et italienne, la Kriegsmarine et les escadrons méditerranéens de la Royal Navy, des Forces navales françaises libres et des forces navales partisanes yougoslaves. Considérée comme une partie quelque peu insignifiante de la guerre navale pendant la Seconde Guerre mondiale, elle a néanmoins connu des développements intéressants, compte tenu de la spécificité du littoral dalmate.

## Prélude - Invasion italienne de l'Albanie
Le 7 avril 1939, les troupes de Mussolini occupèrent l'Albanie, renversèrent le roi Zog Ier et annexèrent le pays à l'Empire colonial italien. Lorsque l'Italie est entrée dans la Seconde Guerre mondiale, le 10 juin 1940, les principales bases navales de la marine italienne dans la mer Adriatique étaient Venise, Brindisi et Pula.

## Guerre italo-grecque
La guerre gréco-italienne a duré du 28 octobre 1940 au 30 avril 1941. Elle marque le début de la campagne des Balkans et à partir de l'intervention allemande en 1941, on parle de la bataille de Grèce.

## Invasion de la Yougoslavie
Ella a eu lieu du 6 au 17 avril 1941. Elle fut suivie par une guerre de libération qui dura jusqu'en 1945 et s'acheva par la victoire des résistants communistes dirigés par Tito.

## Occupation italienne et résistance yougoslave
Après l'invasion, l'Italie contrôlait toute la côte orientale de l'Adriatique par l'annexion d'une grande partie de la Dalmatie, la zone d'occupation italienne de l'État indépendant de Croatie , le gouvernorat italien du Monténégro et le régime fantoche italien du Royaume albanais (1939-1943).
Les forces navales des partisans yougoslaves ont été formées dès le 19 septembre 1942... Après la capitulation italienne du 8 septembre 1943 (Armistice de Cassibile), à la suite de l'invasion alliée de l'Italie, les partisans s'emparèrent de la majeure partie de la côte et de toutes les îles et leur tâche des forces navales fut d'assurer la suprématie en mer, d'organiser la défense des côtes et des îles et d'attaquer le trafic maritime et les forces ennemies sur les îles et le long des côtes.